# Függetlenségi és 48-as (Justh) Párt

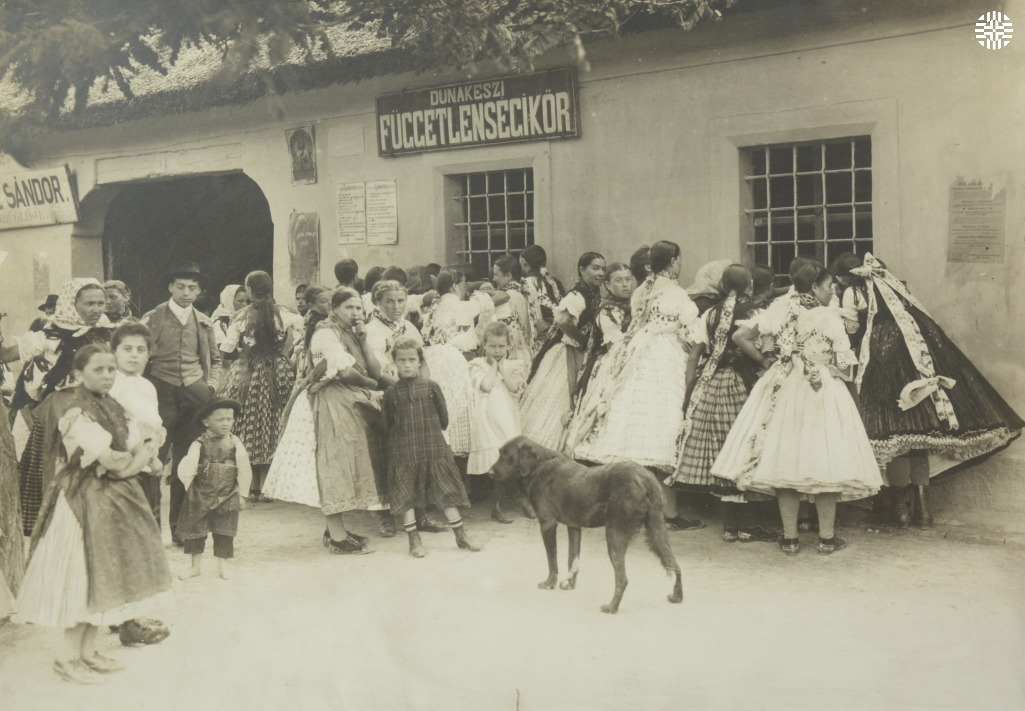
Függetlenségi Kör - Dunakeszi, 1909

A Függetlenségi és 48-as (Justh) Párt (röviden: Justh-párt) a Függetlenségi és Negyvennyolcas Párt egy részét jelölte, amit Justh Gyula vezetett és két különböző időpontban is „létezett”; Egyszer a kettészakadt Függetlenségi és Negyvennyolcas Párt „maradékának” megkülönböztetésére 1893–1895 között, majd egy újraegyesülést és az azt követő újabb szakadást követően 1909–1913 között.

## Története

### Az első Justh-párt
Az 1892-es választásokat követően kibontakozó egyházpolitikai vitában a Függetlenségi Párt hivatalosan ugyan Wekerle Sándor liberális programja mellett volt, tagjainak azonban nem tiltotta meg, hogy ne szavazzanak a kormányprogram ellen. Ennek hatására Eötvös Károly és további huszonkét párttag 1893. május 19-én kilépett a pártból és létrehozta a Függetlenségi Néppártot, míg a frakció többi tagja azonnal kettéoszlott egy Ugron Gábor-párti többségre és egy Justh Gyula-párti kisebbségre. Mivel mindkét rész magának követelte a Függetlenségi és 48-as Párt nevet, így őket a vezetőik után Függetlenségi és 48-as (Justh) illetve ~ (Ugron) Pártnak nevezték a korabeli sajtóban. A Justh-féle pártrész rövidesen egyesült a Függetlenségi Néppárttal és elnökének az 1895-ben hazatért Kossuth Ferencet választotta meg. Az 1896-os választásokon a párt szavazótábora a Justh–Kossuth-féle vonalat támogatta, Ugronék kis híján kiestek a parlamentből. Ezután jellemzően a Justh–Kossuth féle vonalat nevezték „egyszerűen” Függetlenségi Pártnak. (önelnevezése mindvégig Függetlenségi és Negyvennyolcas Párt maradt).
A két frakció végül az 1905–1906-os magyarországi belpolitikai válság során újraegyesült és mind az 1905-ös, mind az 1906-os választásokat megnyerték. A belső ellentétek ennek ellenére nem csitultak, sőt újabb szakadáshoz vezettek.

### A második Justh-párt
A koalíció győzelmével Magyarországon először polgári-radikális kormány alakult, megtörve a Szabadelvű Párt addigi, 1875 óta tartó hegemóniáját. Az ismét felszínre törő 67-es-48-as ellentét (a kiegyezés hívei és elvetői) az ellenzéken belül a Függetlenségi és Negyvennyolcas Pártot sem hagyták érintetlenül. Az önálló Magyar Nemzeti Bank felállításának kérdése körül kibontakozott vita hatására rövid egymásutánban először 1907. október 19-én 17 képviselő lépett ki, ők 1908. március 10-én megalapították a Függetlenségi és 48-as Balpártot, majd 1909. november 11-én Justh Gyula és köre, a Justh Párt távozott. Justh ellenfele, Kossuth Ferenc és köre a párt „maradékából” megszervezte a Kossuth Pártot (Függetlenségi és 48-as (Kossuth) Párt).
A második Wekerle-kormány mandátumának lejártával (1910. január 17.) az 1910-es választásokon vereséget szenvedett és ismét ellenzékbe szorult az összes, a belső szakadások ellenére a szövetkezett ellenzékben maradt negyvennyolcas párt, köztük Justhék is.
A párt az akkoriban felvetődött választójogi reform kapcsán a nőkre is kiterjedő általános választójog mellett foglalt állást, amivel a lehető legradikálisabb álláspontot képviselte a korban, hasonlatosan a Szociáldemokrata Párthoz. Mivel ebbéli nézeteik egyeztek, 1911-ben a választójog kérdésében szövetséget is kötöttek a szociáldemokratákkal.
1912. június 7-én a Justh-párt egyik tagja, Kovács Gyula az ellenzéket ért politikai sérelmek megtorlása végett merényletet kísérelt meg elkövetni Tisza István ellen, ám lövései célt tévesztettek és önmagával sem sikerült végeznie (miután felépült sérüléseiből bíróság elé állították, ahol „mélyebb öntudatzavarra” hivatkozva végül felmentették).
A tulajdonképpen önálló Justh-párt a többi függetlenségi frakcióval (és azok is egymással) 1913-ra sikeresen elsimították nézeteltéréseiket és a megbeszélések, valamint a háttéralkuk révén végül 1913. június 14-én Egyesült Negyvennyolcas és Függetlenségi Párt néven újraegyesültek.